# Homalopetalum leochilus
Homalopetalum leochilus là một loài thực vật có hoa trong họ Lan. Loài này được (Rchb.f.) Soto Arenas mô tả khoa học đầu tiên năm 2007.